# José Santos Salas
José Santos Salas Morales (Talca, 8 de julio de 1888-Santiago de Chile, 16 de octubre de 1955) fue un  médico y político chileno. Se dedicó a los servicios sanitarios del Ejército y a la vida política. Ejerció como ministro de Estado durante cinco gobiernos: las presidencias provisionales de Emilio Bello Codesido y Luis Barros Borgoño en 1925, la primera administración del liberal Arturo Alessandri en el mismo año, en el gobierno del general Carlos Ibáñez del Campo y en la presidencia del radical Gabriel González Videla.

## Carrera pública y política
Realizó sus estudios secundarios en el Liceo Abate Molina de Talca, y posteriormente ingresó a estudiar medicina en la Universidad de Chile, institución de la que se tituló en 1912.
Desarrolló su profesión como cirujano de un regimiento del Ejército de Chile, viajando a España y retornando a Chile en 1920. El 28 de agosto de 1924 tomó a su cargo la Sección Experimental del  Ejército. Fue partidario del golpe de Estado de 1925 y de la Junta de Gobierno que lo encabezó —presidida por Emilio Bello Codesido—, y como tal, el 29 de enero de ese año, fue designado como ministro de Higiene, Asistencia, Trabajo y Previsión Social. Durante su gestión, desde un principio esbozó proyectos de vigorosa estructura social y facturables a las clases proletarias. En febrero de 1925 anunció que se gastarían 300 millones de pesos en la construcción de 30 mil casas 
para obreros.
La «ley de alquileres» le mereció una aprobación franca y decidida. Concurrió en Valparaíso a las reuniones da la Liga de Arrendatarios. En presencia de sus directores abordó el problema de la vivienda, expresó lo que la ley de la vivienda significaba dentro de la legislación social del país, lo que estaba realizando el gobierno 
y especialmente él y lo que correspondía al pueblo en pro de la realización de esos ideales. Cuando asumió el poder Arturo Alessandri el 12 de marzo, conservó la cartera de Higiene, Asistencia y Previsión Social; sin embargo, entre el 30 de junio y el 27 de julio, fue subrogado en sus funciones por el exministro del Interior y de Relaciones Exteriores, Armando Jaramillo Valderrama. Asimismo, el 2 de octubre, cuando asumió la vicepresidencia de la República Luis Barros Borgoño, fue mantenido en el cargo, renunciando voluntariamente el 10 de octubre del mismo año.
Perteneció al partido Unión Social Republicana de Asalariados de Chile (Usrach), el cual lo proclamó el 4 de octubre de 1925, como candidato a la presidencia de la República en la elección de ese año, siendo respaldado además por el Partido Comunista y el Partido Democrático. Los resultados de la elección presidencial fueron los siguientes: Emiliano Figueroa obtuvo el 71,5 por ciento de los votos, resultando ganador de la elección en desmedro de José Santos Salas quien solo obtuvo el 28,5 por ciento. A pesar de ese resultado, pronunció discursos incendiarios que enardecieron a las turbas y provocaron algunos desórdenes callejeros, acusando a las elecciones, de fraudulentas. Pasada la agitación electoral y constituido el gobierno de su contendor, siguió prestando los servicios en el ejército.
Posteriormente, bajo la administración de Carlos Ibáñez del Campo, entre el 23 mayo y el 17 de noviembre de 1927, volvió a ocupar la cartera de Higiene, Asistencia y Previsión Social. Por otra parte, asumió interinamente la cartera de Justicia e Instrucción Pública, en la misma administración. Durante su interinato, estudió el problema relacionado con la reforma de la enseñanza y publicaba el decreto reformado y una Exposición explicativa, en la que definía estructura y el alcance de la 
nueva educación.
En 1944 fue nombrado Comisario de Subsistencias y Precios, y en abril de 1946 fue designado por el presidente Juan Antonio Ríos como alcalde de la comuna de Santiago. Una de las medidas más importantes que tomó durante su gestión fue el desalojo de la tradicional Pérgola de las flores, ubicada en la Alameda al frente de la Iglesia de San Francisco, para realizar obras de ensanchamiento de la calle.
El 2 de agosto de 1947, bajo la presidencia de Gabriel González Videla, fue nuevamente ministro de Estado, en la renombrada cartera de Salubridad, Previsión y Asistencia Social, ejerciendo hasta el 7 de julio de 1948. De manera simultánea, entre los días 5 y 26 de septiembre de 1947, actuó como ministro del Trabajo, en calidad de subrogante, y en segunda oportunidad, entre el 23 de octubre de 1947 y el 2 de abril de 1948. En agosto de 1953, bajo el gobierno de Carlos Ibáñez del Campo, fue designado como superintendente de Abastecimientos y Precios.

## Vida personal
Durante su vida circularon numerosos rumores de que Salas era homosexual debido a su carácter afeminado, sin embargo él no confirmó ni desmintió aquello en público. Carmen Lazo señala que durante una visita a su casa, ubicada en la avenida Pedro de Valdivia, Salas le confesó que era asexual ya que sus padres esperaban una hija y por ello lo criaron como una persona de sexo femenino, y que no tenía interés ni en los hombres ni en las mujeres.
Falleció de un infarto al miocardio a las 17:30 del 16 de octubre de 1955. Su cuerpo fue velado en su residencia, ubicada en avenida Pedro de Valdivia 849, y sus funerales se realizaron el 18 de octubre en el Cementerio General de Santiago.

## Historial electoral

### Elección presidencial de 1925
|  | 71,53 % |

|  | 28,47 % |